# Stanisław Rewoliński
Stanisław Rewoliński, ps. Zawada (ur. 15 listopada 1894 w Radomiu, zm. 25 maja 1920 w Polanach) – podporucznik piechoty Wojska Polskiego, harcerz, działacz niepodległościowy, kawaler Orderu Virtuti Militari.

## Życiorys
Urodził się 15 listopada 1894 w Radomiu, ówczesnej stolicy guberni radomskiej, w rodzinie Władysława i Stanisławy z Kiljańskich. W 1914 ukończył Gimnazjum Wojciecha Górskiego w Warszawie. W 1912 wstąpił do tajnego skautingu. Był drużynowym 25 Warszawskiej Drużyny Harcerzy (WDH) im. hetmana Stanisława Żółkiewskiego. W wyniku rozłamu w Naczelnej Komendzie Skautowej w październiku 1914 wszedł do Wydziału Rady Drużynowych. W sierpniu 1915 był jednym z dowódców batalionu warszawskiego POW. Od 5 sierpnia 1915 walczył w szeregach VI batalionu 7 pułku piechoty. Uczestniczył w kampanii wołyńskiej w stopniu kaprala. Na wniosek Naczelnej Komendy Skautowej z grudnia 1915 został odkomenderowany przez Józefa Piłsudskiego do Warszawy (m.in. wraz z Piotrem Olewińskim i Ignacym Wądołkowskim), m.in. z powodu gruźlicy kości, ale również z zadaniem rozwijania ruchu harcerskiego. Działał dalej w POW. W 1916 był hufcowym, od końca 1918 – drużynowym 29 WDH im. Hugona Kołłątaja, później nazwanej jego imieniem. W 1917 rozpoczął studia na Wydziale Filozoficznym Uniwersytetu Warszawskiego.
W listopadzie 1918 wstąpił do odrodzonego Wojska Polskiego. Był wtedy jednym z instruktorów harcerskich dowodzących Batalionem Harcerskim Wojska Polskiego. Od 3 stycznia do 21 marca 1919 był uczniem klasy „L” (klasy 7.) Szkoły Podchorążych. Awansowany na podporucznika w lipcu 1919 służył w 9. kompanii III batalionu 3 pułku piechoty Legionów na froncie litewsko–białoruskim wojny polsko-bolszewickiej.
Szczególnie odznaczył się w walce pod wsią Kinią nad Berezyną, 25 maja 1920, gdzie na czele swojego plutonu usiłował powstrzymać niespodziewany atak nieprzyjaciela. Ranny dostał się do niewoli. Zamordowany tam przez bolszewików.
Awansowany pośmiertnie do stopnia porucznika i odznaczony Orderem Virtuti Militari.
Bitwę, w której zginął Stanisław Rewoliński Czesław Czajkowski odtwarzał tak: Po przejściu przez ostatnie oddziały Berezyny podpalono most. I i II bataljony obsadziły Berezynę od Gliwienia do Stachowa, zaś III bataljon odchodzi w tym samym dniu tj. 18 maja na północ do IV brygady piechoty, która cofa się pod naporem nieprzyjaciela. Spiesznym i całonocnym marszem przybywa bataljon pod folwark Kimia w momencie, kiedy oddziały IV brygady zaczęły się wycofywać pod naporem nieprzyjaciela. Sytuacja była tak poważna, że dowódca grupy, major Smorawiński, nie daje bataljonowi określonego zadania, tylko wskazując ręką ogólny kierunek – nakazał uderzyć. Pod ogniem rozwijają się kompanje 9-a i 10-a i z okrzykiem hurra! rzucają się na wroga. Nieprzyjaciel został wstrzymany i odepchnięty, a folwark Kimja – zajęty. Wzmocniony jednak odwodami przeszedł ponownie do natarcia i uderzył na oba skrzydła bataljonu. W boju tym ginie bohaterską śmiercią podporucznik Rewoliński, zaś podporucznik Loesch, który, będąc rannym, prowadzi w dalszym ciągu swój pluton, pada z upływu krwi. Zostaje ciężko ranny podporucznik Szczygieł. Walka ta przynosi w rezultacie zwycięstwo III bataljonowi. W powyższej walce odznaczył się plutonowy Lany, który zauważył grupującą się za wzgórzem do przeciwnatarcia kompanję nieprzyjacielską, nie zważa na przeważające siły, uderza swoim plutonem, rozpędza i rozbija kompanję. Był to zwrotny moment, od tej chwili rozpoczyna się zwycięska walka z wrogiem. Bataljon w pościgu wśród ciągłych i dość krwawych walk zajmuje w walce na bagnety Kajetanowo, a następnie Gancewicze, Mściże, Brody, poczem wraca do pułku jako odwód.

## Ordery i odznaczenia
- Krzyż Srebrny Orderu Wojskowego Virtuti Militari nr 5558[7][8] – pośmiertnie, 18 września 1922[17][18]
- Krzyż Niepodległości – pośmiertnie, 12 marca 1931 „za pracę w dziele odzyskania niepodległości”[19]
- Krzyż Walecznych czterokrotnie nr 8459[20][8] (po raz pierwszy rozkazem nr 52 Dowództwa 2 Armii z 13 lipca 1921[21])